# (7077) Shermanschultz
(7077) Shermanschultz est un astéroïde de la ceinture principale.

## Description
(7077) Shermanschultz est un astéroïde de la ceinture principale. Il fut découvert le 15 novembre 1982 à la station Anderson Mesa par Edward L. G. Bowell. Il présente une orbite caractérisée par un demi-grand axe de 3,20 UA, une excentricité de 0,17 et une inclinaison de 1,8° par rapport à l'écliptique.

## Compléments